# Premana
Premana (lombardul: Promana) település Olaszországban, Lombardia régióban, Lecco megyében. Lakosainak száma 2171 fő (2023. január 1.). Premana Casargo, Delebio, Gerola Alta, Introbio, Pagnona, Primaluna, Pedesina és Rogolo községekkel határos.

## Népesség
A település lakossága az elmúlt években az alábbi módon változott:
| Lakosok száma | 2266 | 2262 | 2171 |
|               | 2017 | 2018 | 2023 |